# 大相撲令和5年9月場所
大相撲令和5年9月場所（おおずもうれいわごねん9がつばしょ）は、2023年（令和5年）9月10日から9月24日までの15日間、東京都墨田区の国技館（両国国技館）で開催された大相撲本場所である。

## 番付・星取表
※赤文字は優勝力士の成績。

### 幕内
| 東方                   | 東方    | 東方     | 番付   | 西方     | 西方    | 西方        |
| 備考                   | 成績    | 力士名   | 番付   | 力士名   | 成績    | 備考        |
| ---------------------- | ------- | -------- | ------ | -------- | ------- | ----------- |
|                        | 全休    | 照ノ富士 | 横綱   |          |         |             |
| カド番                 | 9勝6敗  | 霧島     | 大関   | 貴景勝   | 11勝4敗 | 優勝 カド番 |
|                        |         |          | 大関   | 豊昇龍   | 8勝7敗  | 新大関      |
|                        | 10勝5敗 | 大栄翔   | 関脇   | 若元春   | 9勝6敗  |             |
| 新関脇                 | 9勝6敗  | 琴ノ若   | 関脇   |          |         |             |
| 新小結                 | 5勝10敗 | 錦木     | 小結   | 翔猿     | 6勝9敗  | 再小結      |
|                        | 8勝7敗  | 北勝富士 | 前頭1  | 明生     | 7勝8敗  |             |
|                        | 9勝6敗  | 阿炎     | 前頭2  | 朝乃山   | 9勝6敗  |             |
|                        | 8勝7敗  | 正代     | 前頭3  | 玉鷲     | 2勝13敗 |             |
|                        | 6勝9敗  | 隆の勝   | 前頭4  | 宇良     | 9勝6敗  |             |
|                        | 9勝6敗  | 豪ノ山   | 前頭5  | 湘南乃海 | 7勝8敗  |             |
|                        | 9勝6敗  | 阿武咲   | 前頭6  | 竜電     | 6勝9敗  |             |
|                        | 10勝5敗 | 髙安     | 前頭7  | 王鵬     | 5勝10敗 |             |
|                        | 6勝9敗  | 琴恵光   | 前頭8  | 平戸海   | 6勝9敗  |             |
|                        | 10勝5敗 | 翠富士   | 前頭9  | 伯桜鵬   | 全休    |             |
|                        | 9勝6敗  | 金峰山   | 前頭10 | 遠藤     | 9勝6敗  |             |
|                        | 9勝6敗  | 御嶽海   | 前頭11 | 北青鵬   | 10勝5敗 |             |
|                        | 7勝8敗  | 宝富士   | 前頭12 | 佐田の海 | 8勝7敗  |             |
|                        | 10勝5敗 | 妙義龍   | 前頭13 | 錦富士   | 5勝10敗 |             |
|                        | 5勝10敗 | 碧山     | 前頭14 | 琴勝峰   | 5勝10敗 |             |
| 優勝同点 敢闘賞 再入幕 | 11勝4敗 | 熱海富士 | 前頭15 | 千代翔馬 | 3勝12敗 |             |
| 再入幕                 | 5勝10敗 | 輝       | 前頭16 | 剣翔     | 8勝7敗  |             |
|                        | 3勝12敗 | 大翔鵬   | 前頭17 |          |         |             |

### 十両
| 東方   | 東方      | 東方     | 番付   | 西方   | 西方    | 西方   |
| 備考   | 成績      | 力士名   | 番付   | 力士名 | 成績    | 備考   |
| ------ | --------- | -------- | ------ | ------ | ------- | ------ |
|        | 8勝7敗    | 狼雅     | 十両1  | 玉正鳳 | 4勝11敗 |        |
|        | 8勝7敗    | 北の若   | 十両2  | 大奄美 | 7勝8敗  |        |
|        | 11勝4敗   | 友風     | 十両3  | 水戸龍 | 7勝8敗  |        |
|        | 8勝7敗    | 欧勝馬   | 十両4  | 東白龍 | 10勝5敗 |        |
|        | 10勝5敗   | 美ノ海   | 十両5  | 武将山 | 9勝6敗  |        |
|        | 9勝6敗    | 島津海   | 十両6  | 東龍   | 3勝12敗 |        |
|        | 全休      | 若隆景   | 十両7  | 一山本 | 13勝2敗 |        |
|        | 9勝6敗    | 獅司     | 十両8  | 千代栄 | 4勝11敗 |        |
|        | 6勝9敗    | 貴健斗   | 十両9  | 天空海 | 6勝9敗  |        |
|        | 8勝7敗    | 千代丸   | 十両10 | 白鷹山 | 4勝11敗 |        |
|        | 6勝9敗    | 紫雷     | 十両11 | 時疾風 | 8勝7敗  | 再十両 |
|        | 7勝8敗    | 志摩ノ海 | 十両12 | 高橋   | 8勝7敗  | 新十両 |
|        | 4勝8敗3休 | 輝鵬     | 十両13 | 朝紅龍 | 7勝8敗  | 新十両 |
| 新十両 | 12勝3敗   | 大の里   | 十両14 | 天照鵬 | 8勝7敗  | 新十両 |

## 優勝争い
9日目終了時点で、8勝1敗で平幕の髙安・熱海富士、7勝2敗で平幕の剣翔が追う波乱の展開となった。
10日目には、髙安と熱海富士の直接対決が組まれ、熱海富士が勝利。剣翔が敗れ、3敗に後退したことで、1敗に熱海富士、2敗に髙安、3敗に大関・貴景勝、北勝富士、阿武咲、剣翔が追う展開となった。
11日目には、熱海富士が小結・翔猿を豪快な上手投げで崩し、1敗をキープ。
髙安は大栄翔に敗れ、3敗になったことで、熱海富士が後続に星2つ差をつけた。
しかし12日目・13日目に熱海富士が連敗。13日目は取組前の時点で3敗の貴景勝と2敗の熱海富士の直接対決があり、貴景勝が勝って貴景勝と熱海富士が3敗で並ぶ展開に。
14日目、熱海富士は阿炎の変化に対応し、3敗を守ったのに対し、貴景勝は豊昇龍に敗れ4敗に後退。14日目の取組終了後、3敗で熱海富士が単独トップ、4敗は貴景勝・大栄翔・髙安・北青鵬の4人となった。
千秋楽、熱海富士が勝てば優勝だったが、朝乃山に寄り切りで敗れて4敗に後退。他の4敗勢は全員これより三役の揃い踏みの後に登場。展開次第では3人以上による優勝決定戦の可能性もあったが、北青鵬は豊昇龍に渡し込みで敗れる。貴景勝－大栄翔の直接対決は貴景勝が勝ち、結びでは髙安が霧島に引き落としで敗れ、貴景勝と熱海富士の優勝決定戦となった。そこでも貴景勝が熱海富士を破り、貴景勝の逆転優勝となった。

## 備考
- 三賞の受賞者は、敢闘賞を受賞した熱海富士ただ1人だった。殊勲賞については、千秋楽の選考段階では貴景勝以外の優勝の可能性のある力士が候補に挙げられ、「優勝したら」という条件付きだったが、貴景勝が優勝したため該当者なしとなった[2]。
- 十両優勝は13勝2敗の一山本。大の里が初日から9連勝を果たすも、10日目の一山本との直接対決に敗れ、ともに1敗で並んだ。その後、大の里は12日目、一山本は14日目に北の若に敗れ2敗で並んだ状態で千秋楽を迎えた。一山本は大奄美に勝ち、大の里が狼雅に敗れたことにより、一山本の優勝が決まった[3]。
- 角番の貴景勝は11日目に勝ち越しを決め、角番を脱出。その後優勝も決めた。角番大関の優勝は平成28年秋場所の豪栄道以来のこと。また、先場所全休の大関が優勝を決めたのは、平成15年春場所の千代大海以来のことであった。同じく角番の霧島は13日目に豊昇龍を破り、角番を脱した。
- 新大関の豊昇龍は途中3連敗を喫するなど、苦しい土俵となった。10日目時点で4勝6敗と黒星先行であったが、その後勝利を重ね、千秋楽に勝ち越しを決めた。
- 幕内最高優勝が11勝4敗だったのは、平成29年秋場所に日馬富士が優勝して以来、6年ぶり。史上4例目のことである。
- 場所を通じて、幕内対十両の取組は1番も組まれなかった。これは平成28年11月場所以来のことで、令和に入ってからは初のこととなった。